# Дейв Томлінсон (хокеїст, 1966)
Девід Томлінсон (англ. David N. Thomlinson, нар. 22 жовтня 1966, Едмонтон) — канадський хокеїст, що грав на позиції лівого нападника.

## Ігрова кар'єра
Професійну хокейну кар'єру розпочав 1987 року.
1985 року був обраний на драфті НХЛ під 43-м загальним номером командою «Торонто Мейпл-Ліфс».
Протягом професійної клубної ігрової кар'єри, що тривала 12 років, захищав кольори команд «Сент-Луїс Блюз», «Бостон Брюїнс» та «Лос-Анджелес Кінгс».
Усього провів 42 матчі в НХЛ, включаючи 9 ігор плей-оф Кубка Стенлі.